# Wettinia augusta
Wettinia augusta är en enhjärtbladig växtart som beskrevs av Eduard Friedrich Poeppig och Stephan Ladislaus Endlicher. Wettinia augusta ingår i släktet Wettinia och familjen Arecaceae. Inga underarter finns listade i Catalogue of Life.